# Рапопорт, Иосиф Абрамович
Ио́сиф Абра́мович Рапопо́рт (1 [14] марта 1912, Чернигов — 31 декабря 1990, Москва) — советский учёный-генетик, открывший химический мутагенез, член-корреспондент АН СССР (с 1979 года). Лауреат Ленинской премии (1984), Герой Социалистического Труда (1990). Трижды представлялся к званию Героя Советского Союза (1943—1945).

## Биография
Иосиф Рапопорт родился в Чернигове в еврейской семье. Отец — врач-терапевт. После окончания школы в 1930 году был принят на биофак Ленинградского государственного университета, где после защиты дипломной работы прошёл курс по специальности «генетика».
Далее следовала аспирантура в генетической лаборатории Института экспериментальной биологии АН СССР, которым руководил биолог Николай Константинович Кольцов. Аспирантура была завершена в 1938 году, а диссертация на учёное звание кандидата биологических наук была защищена в Институте генетики АН СССР.

## Период Великой Отечественной войны
В первые дни Великой Отечественной войны Иосиф Рапопорт пошёл добровольцем на фронт. Участвовал в боях с сентября по ноябрь 1941 года на Южном фронте. 2 ноября 1941 года был тяжело ранен в Крыму. Снова в действующей армии с января 1942 года по декабрь 1942 года на Закавказском фронте и затем с 16 августа 1943 года по 18 сентября 1944 года на Воронежском и 2-м Украинском фронте.
За организацию форсирования Днепра и захвата плацдарма на его правом берегу в период с 27 сентября по 1 октября 1943 года в районе села Мишурин Рог начальник штаба 184-го гвардейского стрелкового полка 62-й гвардейской стрелковой дивизии гвардии капитан Рапопорт 15 ноября 1943 года был награждён орденом Красного Знамени (первоначально представлялся к награждению орденом Отечественной войны II степени).
15 декабря 1944 года за исключительно добросовестную работу и проявленную храбрость в период наступательной операции с 22 августа по 4 сентября 1944 года помощник начальника оперативного отдела штаба 20-го гвардейского стрелкового корпуса гвардии капитан Рапопорт был награждён орденом Отечественной войны II степени.
7 января 1945 года командир 1-го стрелкового батальона 29-го гвардейского воздушно-десантного полка 7-й гвардейской воздушно-десантной дивизии гвардии капитан Рапопорт был награждён вторым орденом Красного Знамени.
5 мая 1943 года защитил докторскую диссертацию, находясь на лечении после одного из ранений. Сама докторская была написана ещё до войны, и её защита была запланирована на конец июня 1941 года, но отложена в связи с призывом в армию.
Прошёл путь от командира взвода до начальника оперативного отделения штаба дивизии. Дважды был тяжело ранен, в декабре 1944 года в боях у города Секешфехервар (Венгрия) потерял левый глаз. Несмотря на тяжелое ранение, вернулся в строй и воевал до конца войны.
За мужество и отвагу, проявленные в боях (в частности, примечателен случай успешного отражения атаки немецких танков в Венгрии стрелковым батальоном Рапопорта с помощью фаустпатронов, захваченных у самих же немцев) гвардии капитан Рапопорт был награждён вторым орденом Красного Знамени (первым — ещё за форсирование Днепра) и орденом Суворова III степени.
За глубокий рейд по тылам противника, завершившийся соединением с союзными американскими войсками в районе Амштеттина, начальник оперативного отделения штаба 7-й гвардейской воздушно-десантной дивизии гвардии майор Рапопорт был представлен к званию Героя Советского Союза. В наградном листе от 13 мая 1945 года указывалось: «…Во время боев около Секешфехервара в декабре 1944 г. командуя батальоном он был тяжело ранен, но через месяц, ещё не закончив лечение, вернулся в дивизию, хотя в предыдущих боях потерял один глаз. Тов. Рапопорт был назначен начальником оперативного отделения штаба дивизии, с этими обязанностями он справился исключительно умело и четко. Исключительно ценную инициативу гвардии майор Рапопорт проявил 8 мая 1945 года, в боях исходом которых было соединений наших подразделений с американскими войсками в р-не г. АМШТЕТТИН. Тов. Рапопорт возглавлял передовой отряд, состоявший из одного стрелкового батальона, дивизиона самоходных пушек, прорвался с этим отрядом сквозь сильную оборону пр-ка и навязал немцам бой в глубине их обороны. Особенно битва разгорелась на подступах к г. Амштеттин. Немцы пытались силою 4 тигров и нескольких тяжелых самоходных пушек ударить отряду в тыл, но благодаря исключительной оперативности тов. Рапопорт они были остановлены и захвачены. После этого передовой отряд ворвался в г. Амштеттин. Все улицы и переулки этого города были забиты колоннами противника. Сминая вражескую технику, давя живую силу дивизион самоходных орудий шёл вперёд за ним двигалась пехота, на головной самоходке ехал тов. Рапопорт. За 8 мая передовой отряд, возглавляемый гв. майором Рапопорт с боями прошёл 83 км. Этот отряд малыми силами очистил от немцев 3 города и несколько сел, взял в плен 35 тысяч гитлеровцев, среди них 8 подполковников и до 600 офицеров. Противник потерял до 40 бронеединиц. Отряд захватил следующие трофеи: полное оборудование самолётостроительного завода, 60 танков и бронетранспортеров, более 500 автомашин, около 400 орудий, 86 паровозов, 4000 вагонов и много другого военного имущества…». 15 мая 1945 года ходатайство было поддержано командованием 20-го гвардейского стрелкового корпуса. Вышестоящим командиром на наградном листе 17 мая 1945 года была наложена резолюция «Трофеи явно завышены. Достоин награды». Несмотря на это 25 мая 1945 года ходатайство на представление к званию Героя было поддержано командованием 4-й гвардейской армии. Однако командование Южной группой войск не поддержало представление. 16 июля 1945 года И. А. Рапопорт был награждён орденом Отечественной войны I степени, также получил американский орден «Легион почёта».

## Продолжение научной деятельности
После войны Иосиф Рапопорт продолжил научные исследования в области генетики в Институте цитологии, гистологии и эмбриологии АН СССР. Главным научным достижением Рапопорта стало открытие химических веществ, которые обладали сильными мутагенными свойствами (мутагенов и супермутагенов), и проведение на мухах-дрозофилах соответствующих опытов, подтвердивших первоначальные догадки и прозрения учёного, которые впоследствии вылились в появление самостоятельного раздела генетики, известного как химический мутагенез.
На «августовской сессии ВАСХНИЛ» 1948 года Иосиф Рапопорт, будучи приверженцем генетики, противостоял воззрениям академика Т. Д. Лысенко. В 1949 году за несогласие с решениями этой сессии и «непризнание ошибок» Рапопорт был исключён из ВКП(б) (в партию вступил на фронте в 1943 году).
Разгром генетики и последующие карательные меры против её приверженцев, заключавшиеся прежде всего в развале научных школ и принудительной переквалификации учёных, не обошли стороной и Иосифа Рапопорта: с 1949 по 1957 год он работал в качестве сотрудника экспедиций нефтяного и геологического министерств, занимаясь палеонтологией и стратиграфией.
В 1955 году Рапопорт подписал «Письмо трёхсот», а в 1957 году вернулся к научным исследованиям в области генетики: в Институте химической физики АН СССР вместе с группой учёных он ведёт поиск химических мутагенов, анализ их свойств в сравнении с радиационными мутагенами, а также эксперименты в области феногенетики.
В 1962 году Нобелевский комитет сообщил советским властям о выдвижении кандидатуры Рапопорта (совместно с Шарлоттой Ауэрбах) на Нобелевскую премию за открытие химического мутагенеза. Рапопорт был вызван в отдел науки ЦК КПСС, и ему было предложено подать заявление о вступлении в партию для того, чтобы власти не возражали против присуждения ему премии. Однако Рапопорт настаивал на том, чтобы его исключение из партии было признано неправомерным и он был восстановлен с сохранением стажа, а не принят заново. В этом ему было отказано, и в результате премия за открытие химического мутагенеза не была присуждена вообще. По всей видимости, дело не дошло и до официального выдвижения Рапопорта и Ауэрбах на присуждение премии, так как база данных номинантов Нобелевской премии не содержит их имён.
В 1965 году по предложению академика Н. Н. Семёнова в том же Институте химической физики начинается создание отдела химгенетики в составе четырёх лабораторий. Это позволило развернуть исследования по ряду направлений теоретической и экспериментальной генетики, но главной темой осталось изучение наследственной и ненаследственной изменчивости. С начала 1960-х годов развернулось внедрение полученных результатов в сельскохозяйственную селекцию, в промышленную микробиологию и ряд других направлений.
В начале 1970-х годов Иосиф Рапопорт был награждён орденом Трудового Красного Знамени; в 1979 году — избран членом-корреспондентом АН СССР по отделению биологии. В 1984 году ему была присуждена Ленинская премия.
Указом Президента СССР от 16 октября 1990 года Иосифу Рапопорту было присвоено звание Героя Социалистического Труда с формулировкой «за особый вклад в сохранение и развитие генетики и селекции, подготовку высококвалифицированных научных кадров».
25 декабря 1990 года был сбит грузовиком при переходе дороги и 31 декабря скончался в больнице. Похоронен на Троекуровском кладбище в Москве.

## Отзывы
С. Э. Шноль приводит легенду:

Исай Израилевич Презент — главный идеолог безграмотного Лысенко. Презент — человек блестящий. Как красиво и пламенно он говорит. Как резко и соответственно стилю собрания, как грубо и демагогично его выступление! … Как он беспардонен и мелок!
Как он, упоённый собой, был неосторожен. Он повторил часть текста, вставленного им ранее в доклад Лысенко. Он сказал, «когда мы, когда вся страна проливала кровь на фронтах Великой Отечественной войны, эти муховоды…». Договорить он не сумел. Как тигр, из первого ряда бросился к трибуне Рапопорт — он знал, что такое «брать языка». Презент на войне не был — он был слишком ценным, чтобы воевать — там же могут и убить… Рапопорт был всю войну на фронте. С чёрной повязкой на выбитом пулей глазу он был страшен. Рапопорт схватил Презента за горло и, сжимая это горло, спросил свирепо: «Это ты, сволочь, проливал кровь?» Ответить почти задушенному Презенту было невозможно.

## Награды
- Военные награды (1943—1945)[14]. Трижды представлялся к званию Героя Советского Союза[15].
- Герой Социалистического Труда. Звание присвоено 16 октября 1990 года за особый вклад в сохранение и развитие генетики и селекции, подготовку высококвалифицированных научных кадров[16].

## Личная жизнь
Первая жена — Лия Владимировна Луговая (прожили в браке 48 лет, с 1936 до смерти Лии Владимировны в 1984 году).
Вторая жена — Ольга Георгиевна Строева, доктор биологических наук, профессор.

## Память
В Чернигове (район Александровка) есть улица носящая имя Иосифа Рапопорта.
Рапопорту посвящены несколько документальных фильмов:
- «Рапопорт Иосиф Абрамович. Острова» (режиссёр Е. С. Саканян, 2002)[19][20];
- «Наука побеждать. Подвиг комбата» (режиссёр В. А. Глазунов; фильм был показан 27 апреля 2010 года по каналу РТР, в преддверии 65-го Дня Победы);
- документальный фильм «Батяня Рапопорт» (режиссёр-постановщик В. А. Глазунов, сценарист и режиссёр В. Уризченко).

В честь Иосифа Рапопорта назван сорт озимой пшеницы «Имени Рапопорта».